# Scybalistodes rivuloides
Scybalistodes rivuloides là một loài bướm đêm trong họ Crambidae.